# Dia de la cosmonàutica
El Dia mundial de l'aviació i la cosmonàutica és una festivitat que se celebra el 12 d'abril de cada any per tal de commemorar el primer viatge espacial tripulat, en què el cosmonauta soviètic Iuri Gagarin, a bord de la nau espacial "Vostok 1", orbità al voltant de la Terra per primer cop a la història.
A l'antiga Unió Soviètica, la diada fou establerta el 9 d'abril de 1962 pel Presídium del Soviet Suprem de l'URSS. És més coneguda per "Dia de la cosmonàutica" (en rus: День космонавтики), i segueix sent una mostra de pompa oficial i entusiasme popular a Rússia, on hi ha una llarga tradició de conquesta de l'espai, i on aquesta empresa s'ha convertit en un motiu d'orgull patriòtic.
Des de l'any 2001, a Occident se celebra alternativament la Nit de Iuri el mateix dia, aprofitant que coincideix amb el primer llançament del Transbordador espacial, el 1981.